# Jan Svensson (Fußballspieler)
Jan Svensson (* 24. April 1956 in Söderköping) ist ein ehemaliger schwedischer Fußballnationalspieler. Der zumeist im Angriff eingesetzte Spieler hat vor seiner Zeit bei Eintracht Frankfurt (1977 bis 1983) und nach dieser Zeit (1986 bis 1988) in der schwedischen Fotbollsallsvenskan bei IFK Norrköping gespielt. Bei Eintracht Frankfurt hat er in drei Spielzeiten von 1983 bis 1986 in 96 Ligaspielen 16 Tore in der Fußball-Bundesliga erzielt.

## Laufbahn
Die fußballerische Entwicklung von Jan Svensson hat 1971 bei IK Ramunder angefangen. Nach der Jugend setzte er seine Laufbahn ab 1974 bei IK Sleipner fort und spielte dann ab 1977 beim IFK Norrköping. Dort erreichte er mit seiner Mannschaft in der Saison 1981 mit dem 3. Rang seine beste Platzierung. In Norrköping hat er unter bekannten Ex-Nationalspielern wie Bengt Gustavsson (1975–78) und Gunnar Nordahl (1979–80) trainiert. Der vielseitige, technisch versierte Spieler wurde vor allem auf der linken Seite eingesetzt. Bei Eintracht Frankfurt spielte er vor allem offensiv, meist im Sturm. In der schwedischen Nationalmannschaft wurde er gelegentlich auch in der linken Defensive eingesetzt.
In der schwedischen Fußballnationalmannschaft hatte er am 5. September 1979 bei einem EM-Qualifikationsspiel in Stockholm gegen Frankreich (1:3) unter Trainer Georg Ericson debütiert, wo er in der 75. Minute eingewechselt wurde. In der Qualifikation zur Weltmeisterschaft 1982 kam er 1981 in den Spielen gegen Nordirland (1:0), Portugal (3:0) und Schottland (0:2) jeweils als Linksaußen, an der Seite von Mittelstürmer Thomas Sjöberg zum Einsatz. Auch unter Ericson-Nachfolger Lars Arnesson lief er 1982 in zwei EM-Qualifikationsspielen gegen Rumänien (0:2) und die Tschechoslowakei (2:2) auf. Als Spieler von Eintracht Frankfurt wurde Svensson 1985 zu den WM-Qualifikationsspielen gegen die Tschechoslowakei (2:0, 1:2) und Deutschland (2:2) berufen.
Bei Eintracht Frankfurt debütierte er unter Trainer Branko Zebec am 12. August 1983 bei einem 2:2-Heimremis gegen Borussia Dortmund in der Bundesliga, wo er in der 39. Spielminute die Eintracht mit 1:0 in Führung gebracht hatte. Die Runde brachte für Svensson und die Eintracht Abstiegskampf pur. Das Laufbahnende von Willi Neuberger und die Abgänge von Bernd Nickel, Cha Bum-kun und Bruno Pezzey wogen schwer. Zebec wurde bereits Mitte der Hinrunde durch Dietrich Weise ersetzt und von den Neuzugängen schlug nur der Schwede voll ein. Erst in der Relegation mit dem Erfolg gegen den MSV Duisburg (5:0, 1:1) konnte der Klassenerhalt gesichert werden. Svensson hatte in seiner ersten Runde in der Bundesliga 33 Ligaspiele absolviert und acht Tore erzielt. Mit Ralf Falkenmayer führte er damit die interne Torschützenliste an. Im zweiten Eintracht-Jahr 1984/85 verhinderte die schwache Auswärtsbilanz von 8:26 Punkten mehr wie den 12. Rang; Svensson hatte erneut 33 Ligaspiele absolviert und sechs Tore erzielt. Mit nur 35 erzielten Toren hatten die Mannen um Svensson 1985/86 den torärmsten Angriff der Bundesliga vorzuweisen. Am Ende wurde es ganz knapp. Bei Punktgleichheit mit Borussia Dortmund rettete die Eintracht nur eine um zwei Treffer bessere Tordifferenz vor der erneuten Relegation. Svensson lief in seiner dritten Runde bei der Eintracht in 30 Ligaspielen auf und erzielte zwei Treffer. Im Sommer 1986 verließ er den Riederwald und kehrte wieder nach Schweden zu IFK Norrköping zurück.
Von März 1988 bis 1990 schnürte er nochmals im Ausland seine Fußballstiefel, jetzt in der Schweiz beim FC Wettingen. Ab 1993 ließ er seine Karriere endgültig bei seinem Stammverein IK Ramunder ausklingen.
Nach seinem schwedischen Namensvetter, dem Popstar Harpo, wurde er bisweilen auch mit diesem Spitznamen belegt.

## Bundesligastatistik
- In der Saison 1983/84 spielte Svensson 33 Spiele und erzielte 8 Tore.
- In der Saison 1984/85 spielte Svensson 33 Spiele und erzielte 6 Tore.
- In der Saison 1985/86 spielte Svensson 30 Spiele und erzielte 2 Tore.
- 1 Platzverweis